# Przeskok kwantowy

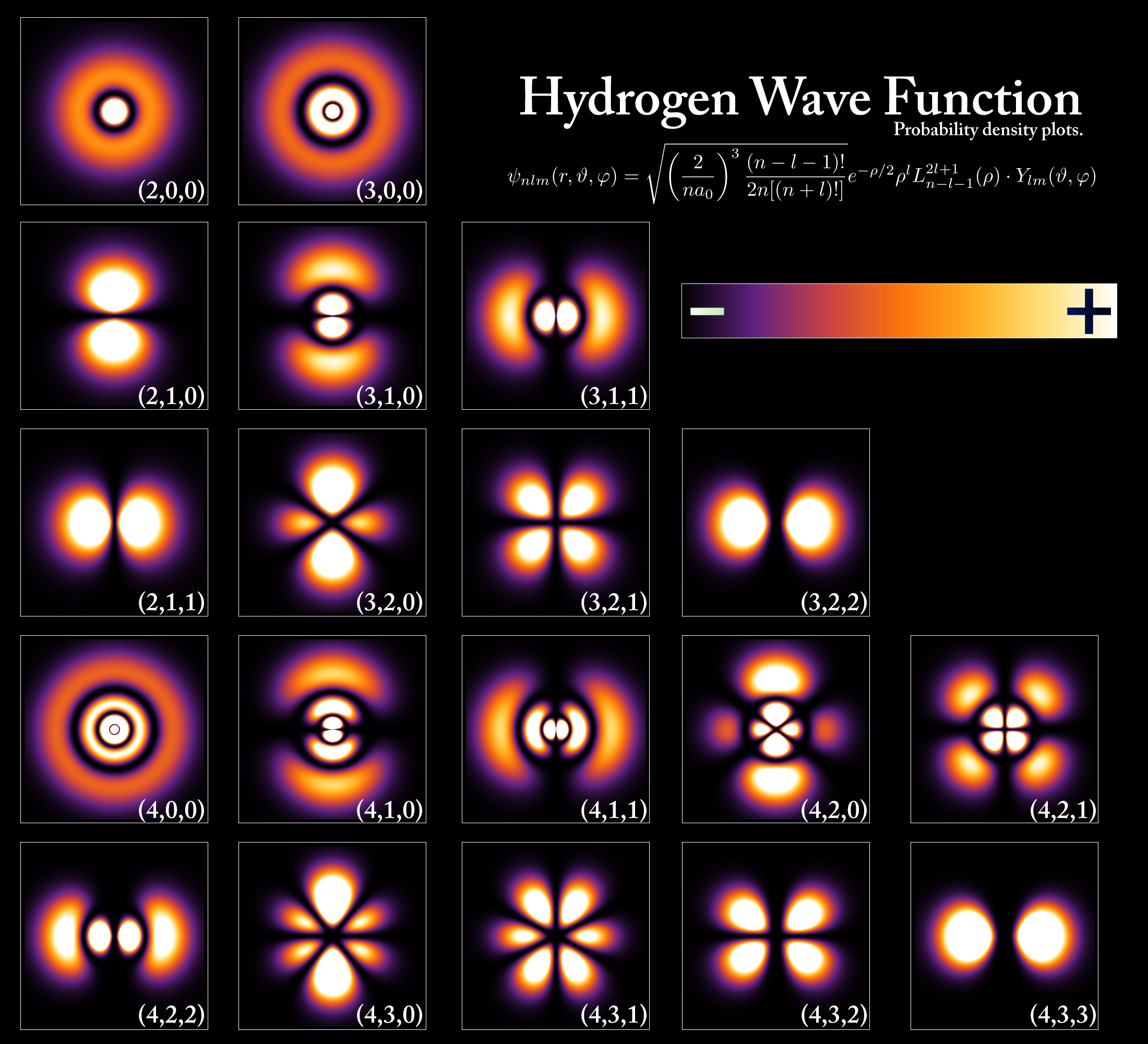
Różne stany atomu wodoru między poziomami energetycznymi po przeskokach kwantowych

Przeskok kwantowy – natychmiastowe przejście całego rozciągłego kwantu z jednej konfiguracji, czyli stanu, w inny stan kwantowy. Przykładem są przeskoki kwantowe w atomach polegające na natychmiastowym przejściu w inny stan zawartych w atomie elektronów. Zostały one zaobserwowane przez kilka grup doświadczalnych i rzeczywiście są natychmiastowe. Zasada zachowania energii wymaga by atom emitował przy tym lub pochłaniał foton, bądź jakąkolwiek inną postać energii. Inne przykłady obejmują rozpad jądrowy, czy kolaps kwantu na ekranie, tak jak w eksperymencie z dwiema szczelinami. Wszystkie przeskoki kwantowe, takie jak przeskoki między poziomami energetycznymi w atomach, pojawiają się tylko wtedy gdy zostają wykryte makroskopowo podczas pomiaru (kolapsu). Pomiar więc w fizyce kwantowej to dowolny proces w którym zjawisko kwantowe powoduje zmiany makroskopowe, ale inaczej niż pomiar rozumiany potocznie pomiar kwantowy nie wymaga udziału człowieka, ale jakiegokolwiek detektora, który będzie miał wpływ na to zjawisko kwantowe, czyli będzie w stanie mieszanym z tym zjawiskiem kwantowym. Pomiar jest więc skutkiem tego oddziaływania kwantów na świat makroskopowy, tj. tzw. przeskoku kwantowego umożliwiającego detekcję. Taki pomiar nazywany jest też kolapsem. Tym niemniej w skali makroskopowej obiekty ulegają dekoherencji środowiskowej poprzez liczne następujące po sobie niemal natychmiastowe kolapsy z superpozycji do stanów mieszanych, determinując określone wyniki w zgodzie z mechaniką klasyczną. Przeskok kwantowy jest w zgodzie z równaniem Diraca. Paul Dirac w 1927 roku złożył pierwszą w miarę kompletną teorię kwantową pola i "skwantował" Równania Maxwella na porcje energetyczne w przeskokach kwantowych, gdzie np. do emisji fotonu dochodzi gdy elektron w atomie ze wzbudzonego stanu "spada" w stan o niższej energii. Max Planck wcześniej, w 1900 roku,  wykazał, że energia nie może być wypromieniowywana w dowolnych ciągłych ilościach, a jedynie w postaci „paczek” (kwantów) nagle "przeskakujących" o wartości hν, gdzie ν jest częstotliwością a h to słynna stała Plancka.